# Martinus
Martinus Thomsen, conosciuto come Martinus (Sindal, 11 agosto 1890 – Copenaghen, 8 marzo 1981), è stato uno scrittore danese, autore dell'opera Livets Bog ("Il Libro della Vita") in sette volumi, "L'Eterna Visione del Mondo" in 5 volumi, nonché una trentina di libri minori e tanti articoli.

## Biografia
Martinus Thomsen, (che usava solo il nome Martinus), nacque 1890 a Sindal nella Danimarca settentrionale. La sua istruzione era molto modesta. Nel 1921 all'età di trent'anni affermò di aver vissuto una profonda esperienza spirituale che avrebbe totalmente cambiato la sua vita.
Nei decenni successivi creò una sua cosmologia, tenne conferenze alcune delle quali pubblicate nella rivista Kosmos.
Martinus è morto nel 1981. 
L'opera di Martinus comprende circa 8000 pagine di testo e circa 100 simboli. L'insieme dell'opera di Martinus è chiamato "Il Terzo Testamento".
Nella sua opera Martinus dimostra che sempre più uomini, come passaggio normale del processo evolutivo, perdono sempre di più l'abilità di credere nei dogmi religiosi, cercando invece risposte o spiegazioni logiche anche alle domande spirituali o esistenziali. Secondo Martinus i misteri della vita sono in realtà esplorabili, e creando le analisi cosmiche Martinus voleva costruire la base per un'esplorazione scientifica della realtà spirituale della vita, un'esplorazione che, per la scienza moderna con impostazione materialistica è impossibile, visto che questa si dedica solamente ai risultati dei pesi e delle misure. 
La scienza spirituale ha come oggetto di ricerca non tanto i movimenti o le vibrazioni delle sostanze materiali, ma la vita che si esprime attraverso la materia. Dato che questa scienza studia l'aspetto psichico o spirituale delle cose; la vita, lo spirito e la coscienza dell'universo, Martinus la definisce una scienza spirituale. Nella sua opera Martinus descrive logicamente, l'eterna struttura cosmica dell'universo e spiega le leggi e i principi fondamentali della vita che non sono creati, ma sono sempre esistiti. L'opera di Martinus non è in nessun senso una nuova fede, non c'è nessun proselitismo, iscrizione o associazione attorno ad essa. Ognuno che ne si interessa deve studiare criticamente le analisi cosmiche di Martinus e vedere se concordano con la logica e con le proprie esperienze.

## Opere
Libri finora tradotti in italiano
- L'Eterna Visione del Mondo 1
- Il destino dell'umanità
- L'alimento ideale
- L'umanità ed il quadro mondiale
- Tra due epoche mondiali

Altri
- The Third Testament - Livets Bog (The Book of Life), volume 1 - 292 pagine - ISBN 87-575-0601-9
- The Third Testament - Livets Bog (The Book of Life), volume 2 - 304 pagine - ISBN 87-575-0602-7
- The Third Testament - Livets Bog (The Book of Life), volume 4 - 504 pagine - ISBN 978-87-575-0604-4
- The Eternal World Picture 1 - 119 pagine - ISBN 87-575-0781-3
- The Eternal World Picture 2 - 150 pagine - ISBN 87-575-0782-1
- The Eternal World Picture 3 - 154 pagine - ISBN 87-575-0784-8
- The Eternal World Picture 4 - 155 pagine - ISBN 87-575-0786-4